# Tinnea
Tinnea, rod trajnica i polugrmova i grmova iz porodice usnača, dio potporodice Scutellarioideae. 
Sastoji se od 19 (ili 20) vrsta endemičnih za Afriku. 

## Etimologija
Latinsko ime rod Tinnea dolazi po nizozemskoj obitelji Tinne koja je bila pokrovitelj botanike 1800-ih u znak sjećanja na znanstvenu ekspediciju na Nilu 1861. godine tijekom koje su Henrietta Tinne i njene dvije kćeri sakupile sjeme vrste T. aethiopica.

## Vrste
1. Tinnea aethiopica Kotschy ex Hook.f., tipična.
2. Tinnea antiscorbutica Welw.
3. Tinnea apiculata Robyns & Lebrun
4. Tinnea barbata Vollesen
5. Tinnea barteri Gürke
6. Tinnea benguellensis Gürke
7. Tinnea coerulea Gürke
8. Tinnea eriocalyx Welw.
9. Tinnea galpinii Briq.
10. Tinnea gombea Zhigila
11. Tinnea gossweileri Robyns & Lebrun
12. Tinnea gracilis Gürke
13. Tinnea mirabilis (Bullock) Vollesen
14. Tinnea physalis E.A.Bruce
15. Tinnea platyphylla Briq.
16. Tinnea rhodesiana S.Moore
17. Tinnea somalensis Gürke ex Chiov.
18. Tinnea vesiculosa Gürke
19. Tinnea vestita Baker
20. Tinnea zambesiaca Baker

## Sinonimi
- Tinnethamnus Pritz.; Ic. Ind. 2: 273 (1865)